# Landrecies
Landrecies là một xã trong vùng Hauts-de-France, thuộc tỉnh Nord, quận Avesnes-sur-Helpe, tổng Landrecies. Tọa độ địa lý của xã là 50° 07' vĩ độ bắc, 03° 41' kinh độ đông. Landrecies nằm trên độ cao trung bình là 110 mét trên mực nước biển, có điểm thấp nhất là 130 mét và điểm cao nhất là 179 mét. Xã có diện tích 21,70 km², dân số vào thời điểm 1999 là 3858 người; mật độ dân số là 178 người/km².

## Thông tin nhân khẩu
| 1962  | 1968  | 1975  | 1982  | 1990  | 1999  |
| ----- | ----- | ----- | ----- | ----- | ----- |
| 4.396 | 4.720 | 4.451 | 4.146 | 3.941 | 3.858 |

## Các thành phố kết nghĩa
- Manage, Bỉ

## Nhân vật nổi tiếng
- Joseph François Dupleix
- Henri Jacques Guillaume Clarke, Bộ trưởng Bộ Chiến tranh của Napoléon
- Ernest Amas, họa sĩ.
- Barthélémy Louis Joseph Lebrun, tướng quân đội dưới thời Napoléon III
- Philippe Lamour, nhà văn.

## Địa điểm tham quan
- Viện bảo tàng Ernest Amas